# 大屋新町
大屋新町（おおやしんまち）は、秋田県横手市の大字。郵便番号013-0051。人口は1,253人、世帯数は470世帯（2020年10月1日現在）。住居表示は全域で未実施。旧平鹿郡栄村大字大屋新町、旧平鹿郡大屋新町村に相当する。

## 地理
横手地域の南部に位置する。南端の一部を大屋沢川（寺内沢）が北西に流れ、中央部を国道13号、西部をJR奥羽本線がそれぞれ南北に縦貫している。南部から北西部にかけては平地が広がり、水田はため池によって灌漑されている。北西部には赤谷地・中野の集落があり、南東部には中心集落の新町が、国道13号沿いの堂ノ前には、栄地区交流センターや横手栄郵便局、地域の鎮守である榮神社が所在する。一方、東部は山地で、山裾には中里・鬼嵐の集落が立地し、その背後の斜面ではリンゴの栽培が行われている。また、鬼嵐には曹洞宗の寺院・正伝寺があり、中里には浄土真宗の光徳寺がある。
全域が都市計画区域に含まれるが、区域区分非設定区域となっている。都市計画法上の用途地域には指定されていない。

### 小字
2024年（令和6年）10月5日時点での「横手市（秋田地方法務局大曲支局）登記所備付地図データ」、デジタル庁公表の「アドレス・ベース・レジストリ」の「秋田県 横手市 町字マスター（フルセット） データセット」、横手市公表のオープンデータによれば、大屋新町の小字は以下の通りである。
| 町・字   | 町・字         | 出典 | 出典         | 出典       |
| 大字     | 小字           | 登記 | 町字マスター | 行政区一覧 |
| -------- | -------------- | ---- | ------------ | ---------- |
| 大屋新町 | 字牛首戸       | ○    | ○            | ○          |
| 大屋新町 | 字鬼嵐         | ○    | ○            | ○          |
| 大屋新町 | 字若神子       | ○    | ○            | ○          |
| 大屋新町 | 字若神子蛇ケ沢 | ○    | ○            | ×          |
| 大屋新町 | 字若神子深沢   | ○    | ○            | ×          |
| 大屋新町 | 字若神子大台   | ○    | ○            | ×          |
| 大屋新町 | 字若神子沢     | ○    | ○            | ×          |
| 大屋新町 | 字小松原       | ○    | ○            | ○          |
| 大屋新町 | 字新町         | ○    | ○            | ○          |
| 大屋新町 | 字大平         | ○    | ○            | ○          |
| 大屋新町 | 字中野         | ○    | ○            | ○          |
| 大屋新町 | 字中里         | ○    | ○            | ○          |
| 大屋新町 | 字中里前       | ○    | ○            | ○          |
| 大屋新町 | 字堂ノ前       | ○    | ○            | ○          |
| 大屋新町 | 字白坂         | ○    | ○            | ○          |
| 大屋新町 | 字風平         | ○    | ○            | ×          |
| 大屋新町 | 字仏ケ沢       | ○    | ○            | ○          |
| 大屋新町 | 字平林         | ○    | ○            | ○          |
| 大屋新町 | 字法竜         | ○    | ○            | ○          |

## 歴史
正保4年（1647年）の『出羽国知行高目録 下』では、大屋村として大屋新町村と大屋寺内村が総称されている。寛永元年（1716年）と万治3年（1660年）の光徳寺文書には横手大屋村、延宝4年（1676年）には大谷村とある。享保年間までの村高を記録した郷帳に記載された町名を調べた『平鹿郡御黒印吟味覚書』によれば、元禄年間に大屋新町村と大屋寺内村に分けられるようになったとある。享保15年（1730年）の『六郡郡邑記』には大谷新町村とあり、家数26軒、支郷に中里村（家数23軒）、鬼嵐村（同6軒）、杉野下村（同3軒）がある。同年の六郡御黒印村附帳には、大谷新町村を大屋新町村に、大谷寺内村を大屋寺内村に改めたとの記載がある。
大屋新町字鬼嵐には、大屋館（大谷館）と称される中世の城館跡がある。横手城主・小野寺泰道の3男道寿が、寛政6年（1465年）頃に築城、永禄年間には日野備中守、天正10年（1582年）頃から文禄5年（1596年）頃にかけて小野寺道治の居城だった。大屋館の築城により、城下の大屋村は活気を呈し、寺院が建立されるなど人家も増えていった。東側の横手沢と南側の渓流を水濠として利用し、急な崖をなす三角錐状の高地には二の丸が設けられた。主郭は、それよりやや低い北端の峰に置かれていた。

### 沿革
- 1873年（明治6年）2月 - 秋田県第6大区小2区に属する[16]。
- 1874年（明治7年）3月5日 - 栄小学校の前身となる大屋学校が開校[17]。
- 1889年（明治22年）4月1日 - 町村制施行に伴い、新藤柳田村・大屋寺内村・大屋新町村・外目村・婦気大堤村・安田村が合併し、栄村となる[18]。大屋新町村は栄村大字大屋新町となる[19]。
- 1897年（明治30年）頃 - 大屋新町字美佐古に横手警察署栄駐在所が設置か[20]。
- 1912年（大正元年）9月30日 - 横手警察署栄駐在所が、大屋新町から新藤柳田へ移転[20]。
- 1939年（昭和14年）3月31日 - 羽後栄郵便局が、大屋新町字堂ノ前51番地2に開局[21][22]。
- 1951年（昭和26年）4月1日 - 栄村が旭村とともに横手町に編入、同時に市制を施行[23]。横手市大屋新町となる[19]。
- 1953年（昭和28年）4月1日 - 羽後栄郵便局が、大屋新町字堂ノ前33番地3に移転。同時に横手栄郵便局と改称[22]。
- 1973年（昭和48年）12月3日 - 横手栄郵便局が、現在地に移転[22]。

## 世帯数と人口
2020年（令和2年）10月1日現在の世帯数と人口は以下の通りである。
| 大字     | 世帯数  | 人口    |
| -------- | ------- | ------- |
| 大屋新町 | 480世帯 | 1,253人 |

### 人口・世帯数の推移
以下は国勢調査による1995年（平成7年）以降の人口の推移。
| 年                 | 人口  |
| ------------------ | ----- |
| 1995年（平成7年）  | 1,658 |
| 2000年（平成12年） | 1,524 |
| 2005年（平成17年   | 1,538 |
| 2010年（平成22年） | 1,161 |
| 2015年（平成27年） | 1,283 |
| 2020年（令和2年）  | 1,253 |

以下は国勢調査による1995年（平成7年）以降の世帯数の推移。
| 年                 | 世帯数 |
| ------------------ | ------ |
| 1995年（平成7年）  | 461    |
| 2000年（平成12年） | 472    |
| 2005年（平成17年） | 502    |
| 2010年（平成22年） | 474    |
| 2015年（平成27年） | 476    |
| 2020年（令和2年）  | 480    |

## 小・中学校の学区
市立小・中学校に通う場合、学区（校区）は以下の通りとなる。
| 番地 | 小学校           | 中学校               |
| ---- | ---------------- | -------------------- |
| 全域 | 横手市立栄小学校 | 横手市立横手南中学校 |

## 交通

### 鉄道
町内を奥羽本線が通るが駅はない。最寄り駅は■奥羽本線の柳田駅。

### バス
羽後交通
- 赤谷地（横手・湯沢線、横手・小安線）
- 大屋中野（横手・湯沢線、横手・小安線）
- 中野団地入口（横手・湯沢線、横手・小安線）
- 美砂古（横手・湯沢線、横手・小安線）
- 柳田（横手・湯沢線、横手・小安線）

### 道路
- 秋田自動車道
- 国道13号
- 雄平東部広域農道（雄平フルーツライン）

## 施設
- 榮神社〈太子堂〉（字小松原4番地）[30][31]
祭神：聖徳太子命・天照皇大御神・邇々芸命・大己貴命・少彦名大神 等十八柱[31]、祭日：6月15日[31]
敏達天皇12年（583年）頃に草創され、後に征夷大将軍坂上田村麻呂東征の際に再建されたと伝えられている。明応か延徳の頃、3人の苦行僧が山内村黒沢で修行をしていたが、正伝寺の開山をした大州梵守禅師の徳を慕って、観音寺（正伝寺の前身）を訪れた。彼らが笈に納めてあいた木彫の太子像が安置され、それが太子堂の本尊とされている。その後、この太子像は大屋新町の鎮守として小松原に小祠を建てて遷宮され、やがて明治期の廃仏毀釈により、太子堂から「大谷神社」と改称された。さらに、町村制施行に伴って栄村が発足した際、旧6村の神社を合併され、全村の鎮守として「榮神社」となった[32]。
- 正伝寺（字鬼嵐117番地）[33]
山号：祝融山、宗派：曹洞宗、本尊：観世音菩薩[33]
菅江真澄の『雪の出羽路 平鹿郡』によれば、相模小田原の海蔵寺三世大州梵守が、大和国の真言宗長谷寺から拝受した聖観音像を捧持し、大屋寺内村の大屋沼のほとりに「長谷山 観音寺」として建立したとされる[12]。その後、大屋寺内字寺内に大伽藍を建立するも、明暦3年（1657年）の[33]火災により焼亡[12]。再三の火災を恐れ、現在地に移転の上、祝融山正伝寺と改めた[33][12]。
本尊の観世音菩薩は、東北地方で最古の金銅仏と言われており、典型的な白鳳仏の技法が用いられている[33]。秋田県指定有形文化財[33]。
- 光徳寺（字中里64番地）[33]
山号：新田山、宗派：真宗大谷派、本尊：阿弥陀如来[33]
釈ノ円祐（俗称・新田次郎右衛門尉興徳）が、戦国時代に陸奥国黒沢尻（現・岩手県北上市）に興徳寺を建立し、永正12年（1515年）に光徳寺と改名した。永正16年（1519年）には、飢饉を避けるために平鹿郡馬鞍村上之台（現・秋田県横手市平鹿町醍醐）に移転。三世浄専の時に大屋城主・小野寺家臣、日野備中守の帰依により永禄年間に現在地へと移転した[33]。
- 白梅保育園（字中野358番地1）[34]
- 横手栄郵便局（字新町192番地1）[35]
- 総合交流促進施設「さかえ館」〈栄地区交流センター〉（字堂ノ前32番地1）[36]
- 横手警察署 栄駐在所

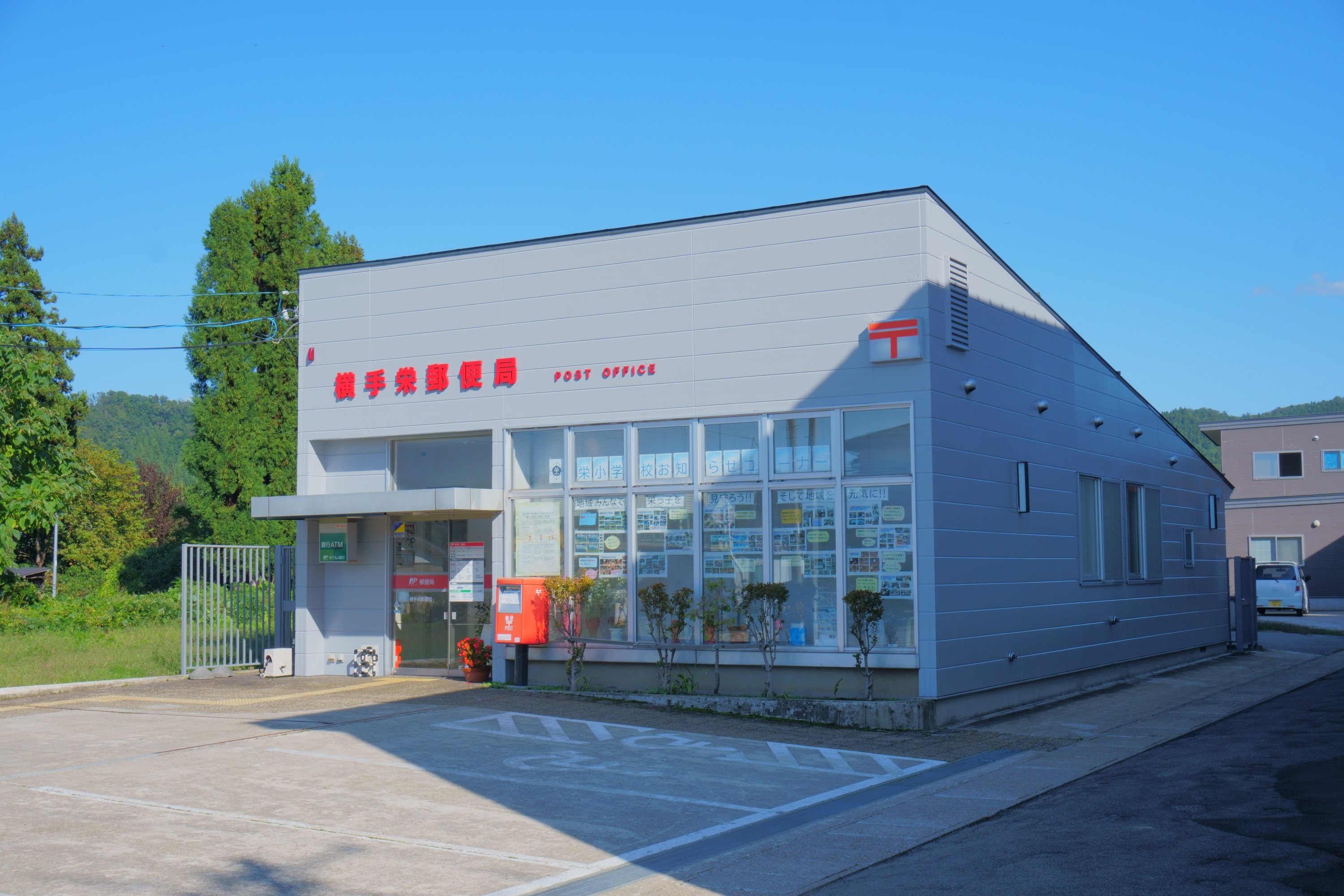
横手栄郵便局